# 87式自動榴彈發射器
87式自動榴彈發射器（又稱「QLZ-87」），是中國北方工業研發的35毫米單兵操作式自動榴弹发射器（AGL）。

## 設計細節

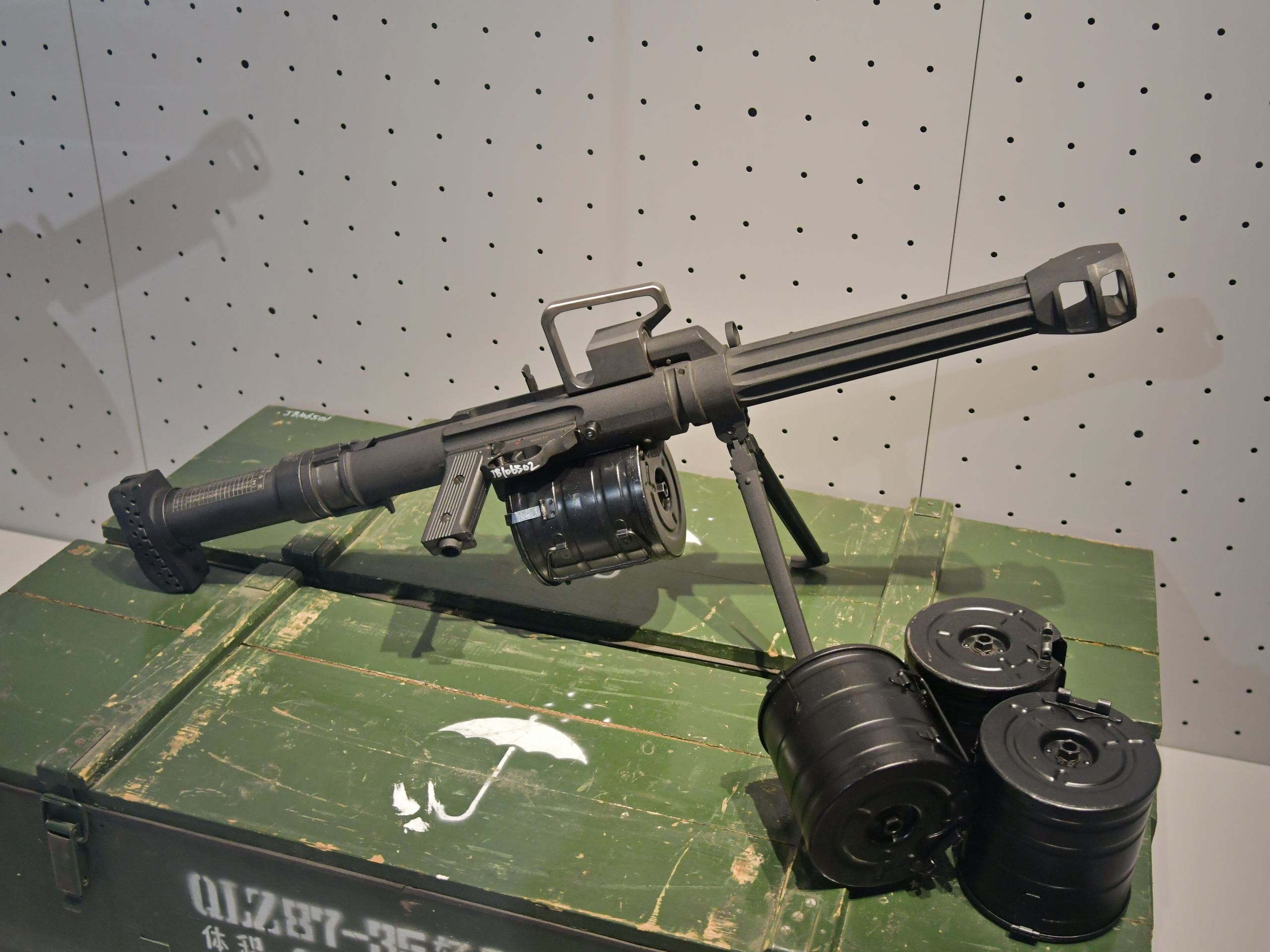
QLZ87自动榴弹发射器带两脚架的轻型状态

87式自動榴彈發射器在1980年代开始研制，是提高步兵分队面杀伤密度、增大火力压制地带的一种火力支援武器系统，发射器有轻型和重型两种，轻型主要用于在600米直射距离内的单兵射击，重型则由轻型加三脚架组成，但也只需单兵进行操作。可对付600m内轻型装甲目标，或1200m内的集群团有生目标。
為配合中國人的體型，設計時盡量謀求槍枝重量的減輕，重12~20 公斤，使用6、15發彈鼓供彈，有數種不同類型的榴彈供選擇。主要有反人員攻擊用的高爆榴彈及反裝甲車攻擊用榴彈。兩種35 毫米榴彈初速度約每秒170米，最大射程約1500米，有效射程則約600米。其反裝甲車攻擊用榴彈可穿透 80毫米的裝甲，彈片殺傷半徑10公尺。北方工業戲稱其為「迷你步兵火砲」。 發射器附有固定式雙腳架，亦有重型三腳架可供選用。可安裝於各型車輛與直升飛機上使用。除對地面目標外，尚可攻擊低飛空中目標。
另外，87式自動榴彈發射器亦有裝備解放軍駐港部隊。

### 槍機
87式自動榴彈發射器採用氣冷，後吹式操作系統，即类似于M16突擊步槍的自动方式，但具有调节功能，可通过调整导入的火药燃气量来实现枪机能量可调，使得在不同环境条件下赋予枪机不同的后坐能量，以达到既能保证武器完成自动射击循环枪机所需的足够能量，又不至因枪机能量过剩而造成整个武器后坐力大、撞击大，影响武器射击精度和操作条件。此外，也由于枪机能量是靠导人的火药燃气量来调节，因此其枪机就不必象采用自由枪机式的自动榴弹发射器那样必须把枪机做得又大又重，使整个武器系统的重量及外形尺寸都会降下来。
87式的整体外形为圆管状，身管、机匣、机头、机体和尾托等主要零件都是圆柱形结构，这种结构的特点是机头、机体等运动件的运动轴线与整个武器的轴心线基本重合，消除了因两轴线不重合而产生的翻转力偶。武器的射击稳定性好，加工简单、方便、可靠性好，结构也很紧凑，整个武器外形尺寸小。重心位置上设计了便于转移阵地的提手，尾托上装有抵肩缓冲垫。为便于降低卧射姿态时的高度，发射机构装置在机匣右侧，但在实践中发现只有身高在175cm以上的射手才能在卧姿射击中用右肘着地达到稳固据枪，因此最好能够把发射机构的位置稍向下移。

### 弹鼓供弹
87式采用弹鼓供弹，有6、15發彈鼓，其弹鼓位于枪的下方，这种布置的特点是發射器的上方视野开阔，便于射手观察及瞄准，且整个武器的垂心在下方，携行方便，重心稳定。弹鼓采用多层无导轨供弹结构，在相同装弹量的条件下弹鼓的体积最小，打开弹鼓底盖即可直接往拨轮中装弹，方便迅速且装弹没有先后顺序要求，即使弹鼓中有空位，也不会影响武器的正常射击。只要将弹鼓托在进弹器处，轻轻往上一扣，就能自动装到武器上。弹鼓供弹的优点是使87式更利于步兵携行、进入战斗状态和提高装填速度。但弹鼓卡笋的承受能力太小，在训练中发现转移发射阵地过程中，装满15发榴弹的弹鼓经常从机匣上脱落，有时在自动射击时由于枪身振动较大也有这种情况出现。这也是需要改进的地方。

### 构造特点
87式分解结合简单，不需用任何工具，只要用手推开锁扣，把尾托旋转90°就能分解武器。分解后的武器只有身管/机匣组件、自动机、发射机、尾托等少数几个部件，而且许多零部件是同时具有多种功能，因此结构简单、重量轻。
發射器附有固定式雙腳架，亦有重型三腳架可供選用。其火线高较低，结构简单，高低射界－10°～70°，方向射界360°，高低机采用手轮操作，且可微调，有自锁功能，高低平衡机动作轻巧灵活。不过在实际使用中发现高低机和方向机存在以下缺点：
- 高低机扳機引力過大

高低机的手柄(扳機)设在武器的右侧且固定时所需力量较大，造成射手在固定高低机时极易改变原来的瞄准方向；
- 齿轮结构不便于快速操作

转换射击目标时要先松开高低机、方向机，然后重新瞄准，再固定高低机、方向机，一名熟练的射手完成这一套步驟也需1分钟左右，在战斗中容易贻误战机；
- 机件间隙较大

造成瞄准误差较大且排除这种误差比较困难，射手若用力不当，很容易破坏原来的正确瞄准。

### 瞄准设置
瞄准装置有光學瞄準鏡和後備機械表尺，机械表尺射程只有600米，所以一般情况下以光学瞄准镜为主。瞄准镜可以在-10°～70°范围装定射角。白天，测瞄合一的瞄准镜内分划可在600米范围内直接瞄准目标。夜间用发光二极管照明。瞄准镜视场大，瞄准清晰、精确。在榴弹发射器的尾托上刻有射表，由瞄准镜按射距装定射角，最大射角42°左右。大射角（45°～70°）除對地面目標外，尚可攻擊低飛空中目標。由于瞄准装置位于武器左侧，带握把的发射机在武器右方中部，因此瞄准射击时不用歪着头或缩着头。
不过在实际使用中发现瞄准镜固定装置尚需改进：
1. 装卸瞄准镜的时间较长，在战斗中不能及时地发挥火力；
2. 射手装卸时姿势较高，在战斗中容易暴露目标；
3. 瞄准镜采用螺栓固定，装定（尤其是在紧急情况下）时易造成螺纹的滑丝而损坏，使射手无法使用瞄准镜瞄准射击，影响射击精度，而且拧紧或拧松一圈、半圈射手难以察觉，造成每次卸下瞄准镜再装上进行瞄准射击时都有一定的方向偏差。

### 弹种和射程
87式自动榴弹发射器目前配备有反人員攻擊用的高爆榴彈（DFS87-35）和反裝甲車攻擊用榴彈（DFJ87-35）两种，采用高压发射原理，这两种弹的外形尺寸完全一致，弹重、内外弹道也保持一致，从而使两种弹可用同一射表发射。其重量为250g，初速为170-200米／秒，最大射程約1500-1750米，彈片殺傷半徑10公尺，可穿透 80毫米的裝甲。
两种榴彈采用全保险型弹头触发机械引信，该引信采用了两套發射机构，保证了榴弹的發射可靠性，弹上的安全系统具有隔爆、冗余保险及保险识别功能，还设有擦地炸机构。

### 弱點
与美国的40毫米榴彈、俄罗斯的30×29毫米無彈殼榴彈相比，87式配用的35×32毫米榴弹重量最轻。但由于87式的設計概念謀求槍枝重量的減輕，要求能由士兵直接抵肩射击，这就要求武器的后坐力不能太大，因此限制了35mm榴弹系列的初速不能太高，同时也影响了武器的射程。

## 使用國
- 中华人民共和国
- 玻利维亚
- 伊拉克库尔德斯坦
- 伊朗
- 巴基斯坦
- 秘魯
- 苏丹
- 坦桑尼亚
- 乌干达

## 流行文化

### 電子遊戲
- 2011年—《光荣使命》
- 2012年—《3》
- 2014年—《4》
- 2021年—《6》

## 資料來源
- （英文）—world.guns.ru-QLZ-87
- （中文）—87式35毫米自動榴彈發射器

## 外部連結
- （中文）—槍炮世界—QLZ87自动榴弹发射器（页面存档备份，存于）